# Jeff Flake
Jeffry Lane ”Jeff” Flake, född 31 december 1962 i Snowflake, Arizona, är en amerikansk republikansk politiker och diplomat. Han var ledamot av USA:s senat från 2013 till 2019. Han är USA:s nuvarande ambassadör i Turkiet. Han bekräftades av senaten för sin post som ambassadör den 26 oktober 2021.
Flake var missionär för Jesu Kristi kyrka av sista dagars heliga i början av 1980-talet i Sydafrika. Han utexaminerades 1986 från Brigham Young University. Han avlade 1987 sin masterexamen vid samma universitet.
Flake blev invald i USA:s representanthus i kongressvalet 2000. Han omvaldes sedan fem gånger. Flake representerade delstaten Arizonas första valkrets 2001–2003 och fram till 2013 representerade han Arizonas sjätte valkrets.
Den 29 januari 2019 anställdes Flake av CBS som medarbetare för CBS News.

## USA:s senat
Den 6 november 2012 vann Flake senatsvalet i Arizona mot demokraten Richard Carmona.
Flake förargade några republikaner genom sin kritik av Donald Trump, partiets kandidat i 2016 valet till president. President Trump själv var rasande att Flake bad honom att dra sig ur presidentvalet efter uppkomsten av Access Hollywood inspelningen.
Den 24 oktober 2017 meddelade Flake att han inte skulle söka omval år 2018 för en andra mandatperiod som senator. Flake hade sagt i mars 2017 att han skulle ställa upp för omval, men betraktades som sårbar på grund av låga godkännande betyg, en svag relation med president Donald Trump och en republikansk utmaning från den tidigare stats senator Kelli Ward.
I maj 2018, sa Flake att Trump hade "försämrat" presidentskapet, och att han hade "till synes bottenlös aptit för förstörelse och splittring. Och har bara en passande förtrogenhet med hur konstitutionen fungerar."
Demokraten Kyrsten Sinema vann Flakes säte i senatsvalet år 2018.

## Politiska positioner
Jeff Flake har använt frasen "en traditionellt konservativ republikan" för att beskriva sin politiska preferens. National Journal gav Flake under 2013 en sammansatt ideologipoäng på 65 procent konservativ och 35 procent liberal. The New York Times använde en analys av senatens ideologiska sammansättning och rankade Flake som den fjärde mest konservativa senatorn under 2017.

### Högsta domstolen
Den 28 september 2018, meddelade Flake sin avsikt att rösta för Brett Kavanaugh till USA:s högsta domstol. Kavanaugh hade anklagats för sexuella övergrepp av ett antal kvinnor, inklusive Christine Blasey Ford, som vittnade i flera timmar framför senatens justitieutskott dagen före Flakes tillkännagivande. Kavanaugh vittnade senare och nekade till påståendena. Flake sa att Fords vittnesmål var "lockande", men tillade att Kavanaughs svar var "övertygande" och det lämnade honom "med så mycket tvivel som säkerhet" om vad som hade hänt. Efter hans tillkännagivande, konfronterades Flake av Ana Maria Archila och Maria Gallagher, två anti-Kavanaugh-demonstranter, i en hiss. Samma dag  röstade Flake för att avancera Kavanaughs nominering ut ur senatens justitieutskott, men sade att han var en "ja" röst "endast om den slutliga senatens omröstning blev uppskjuten en vecka, så att FBI under den tiden kunde utreda påståenden om sexuella trakasserier mot Kavanaugh"; Senatens republikanska ledare kom överens om att stödja den föreslagna utredningen. Senare samma dag, instruerade President Trump FBI att genomföra en veckas utredning av anklagelserna mot Kavanaugh.

## Utmärkelser
- Kommendör av 1. klass av Nordstjärneorden,  22 oktober 2024[15]

[Redigera Wikidata]